# 廣野凌大
廣野 凌大（ひろの りょうた、1998年4月28日 - ）は、日本の俳優。血液型O型。身長165cm、50kg。
2021年6月30日より「Bimi」名義でアーティスト活動を開始した。

## 経歴
- 2016年『ハイキュー!!』にて舞台デビュー[2]。
- 2017年には『キャプテン翼』[3]、『KING OF PRISM -Over the Sunshine!-』[4]と、2.5次元作品への出演が続いている。
- 2018年1月に小西成弥、樋口裕太と「étoile☆prinz（）」を結成し、音楽活動を開始[5]。OTONOVAにてライブイベントを行う。『バック・トゥ・ザ・君の笑顔』で舞台初主演、アプリゲーム『忍ノSAGA』で声優を務める。また、11月3日に自身初となるソロイベント「THE FIRST」を開催し、かねてより望んでいた弾き語りを実現。12月20日からは『ミュージカル・テニスの王子様3rdシーズン』財前光役を務める[6]。
- 2021年6月30日「Bimi」名義でファーストシングル『Tai』をリリース、アーティスト活動を開始する。
- 2023年10月16日[7]、客演を招き行われた「Bimi Fes Turn1」にて[7]、EVIL LINE RECORDSよりメジャーデビューを発表[8]。翌日17日にはファーストメジャーデビューシングルとして『babel』をデジタルリリースし、4カ月連続での新曲リリースが決定[8]。

## 人物
- 趣味はギター[1]、ベース[1]、弾き語り[1]、サーフィン[1]、スノーボード[1]、スポーツ[1]、ゲーム[1]、アニメ鑑賞[1]・古着収集[1]、釣り。
- 特技はラップ（フリースタイル）、ボイスパーカッション、ギター[1]、アクロバット[1]、弾き語り[1]、対戦ゲーム[1]。
- 好きなものはエイヒレ、メロン、辛いもの、ココア。苦手なものはゴーヤ、パクチー。

## 出演

### 舞台

#### 2016年
- 朗読ミュージカル『あやかしの巻』（8月15日、きゅりあん小ホール）
- ハイパープロジェクション演劇 舞台 『ハイキュー!!』 “烏野、復活！”（10月 - 11月、AiiA 2.5 Theater Tokyo 他） - 作並浩輔（） 役[2]

#### 2017年
- 劇団ホチキス若手ユニット ナウヤング『ゴールデンブラフ』（2月15日 - 19日、劇場MOMO）
- 朗読ミュージカルinホワイトチャペル（3月4日、東京ガーデンパレス）[9]
- ライブインパクト『進撃の巨人』（7月28日 - 9月3日、舞浜アンフィシアター）- コニー・スプリンガー 役[10] ※公演中止[11]
- キャプテン翼（8月18日 - 9月3日、Zeppブルーシアター六本木） - 立花和夫 役[3]
- 舞台『KING OF PRISM -Over the Sunshine!-』（11月2日 - 5日、梅田芸術劇場 シアター・ドラマシティ 他） - 涼野ユウ 役[4]
- STAGE FES 2017-2018（12月31日、大宮ソニックシティ） - 涼野ユウ 役[12]

#### 2018年
- 舞台『ハンドシェイカー』（1月24日 - 28日、CBGKシブゲキ!!）- マサル 役
- ASSH Annex #1『君よ叫べ、其ノサガノ在ルガ儘ニ』（3月24日 - 4月1日、サンモールスタジオ）- 天刻丸 役[13]
- RaBo produce vol.10 涙活プロジェクト『朗読会 〜春涙〜』（4月7日・8日、しもきたドーン）
- ミュージカル『しゃばけ』参〜ねこのばば〜（4月28日、シアターサンモール） - ねこまた 役[14]
- バック・トゥ・ザ・君の笑顔（5月23日 - 27日、キンケロシアター） - 町田徹 役
- バック・トゥ・ザ・君の笑顔〜お江戸でござる〜（5月30日 - 6月3日、キンケロシアター） - 徹左衛門 役
- 朗読劇『Theater of fairy tale』（6月1日、東京ガーデンパレス）
- おんすてーじ 真夜中の弥次さん喜多さん 三重（6月23日、東京ドームシティ シアターGロッソ）[15]
- ガスマスクの伊藤さん（7月18日 - 22日、六行会ホール）
- 舞台『忍ノSAGA〜風魔編〜』（8月15日 - 19日、CBGKシブゲキ!!） - 北条庄左衛門 役[16]
- 『DIVE!!』The Stage!!（9月20日 - 30日、シアター1010 他） - 坂井弘也 役
- ミュージカル『テニスの王子様』3rdシーズン 青学vs四天宝寺（12月20日 - 2019年2月17日、日本青年館ホール 他）- 財前光 役[6]

#### 2019年
- ミュージカル『テニスの王子様』3rdシーズン - 財前光 役
  - TEAM Party SHITENHOJI（5月23日 - 6月1日、日本青年館ホール 他）[17]
  - 青学vs立海 前編（7月11日 - 9月29日、TOKYO DOME CITY HALL 他）[18]
  - 秋の大運動会 （10月8日 - 9日、横浜アリーナ）[19]
- KING OF PRISM Rose Party On Stage（10月12日、パシフィコ横浜） - 涼野ユウ 役[20]※台風のため開催中止
- ハイパープロジェクション演劇 舞台 『ハイキュー!!』“飛翔”（11月1日 - 12月15日、TOKYO DOME CITY HALL 他） - 作並浩輔 役[21]

#### 2020年
- おとぎ裁判 戦慄の誘拐パレード ビッグマウスにご用心（1月10日 - 19日、CBGKシブゲキ!!） ｰ アベル 役[22]
- 舞台『KING OF PRISM -Shiny Rose Stars-』（2月20日 - 26日、TOKYO DOME CITY HALL） - 涼野ユウ 役[23]
- 朗読劇『Astrologhias！〜mythos1〜』（3月13日 - 15日、サイエンスホール） - トーラス 役[24] [25]※新型コロナウイルスの影響で公演中止[26]
- 『ダイヤのA』The MUSICAL（6月25日 - 7月5日）- 小湊亮介 役[27]※新型コロナウイルスの影響で公演中止
- 舞台『ヒプノシスマイク-Division Rap Battle-』Rule the Stage -track.3-]（10月2日 - 11日、TOKYO DOME CITY HALL） - 波羅夷空却（） 役[28]
- 劇団シャイニング from うたの☆プリンスさまっ♪『BLOODY SHADOWS』（11月5日 - 8日、シアター1010 / 19日 - 23日、COOL JAPAN PARK OSAKA WWホール）- ラインハルト 役[29][30]

#### 2021年
- 舞台『錦田警部はどろぼうがお好き』（3月11日 - 21日、品川プリンスホテル クラブeX） - 主演・怪盗ジャック＝アンリ巡査 役（Wキャスト）[31]
- BARREL Produce Vol.2『99（ナインティナイン）』（4月7日 - 18日、博品館劇場） - セブン 役[32][33]
- FAKE MOTION -THE SUPER STAGE-（4月21日、品川プリンスホテル ステラボール） - ゲスト出演[34]
- 舞台『タンブリング』（6月11日 - 13日、COOL JAPAN PARK OSAKA WWホール / 17日 - 24日、TBS赤坂ACTシアター）- 吉田健二 役[35][36]
- 『ヒプノシスマイク-Division Rap Battle-』Rule the Stage -Battle of Pride-（8月14日・15日、丸善インテックアリーナ大阪 / 8月24日・25日、ぴあアリーナMM） - 波羅夷空却 役[37]
- 舞台『RUST RAIN FISH』（9月23日 - 10月17日、紀伊國屋サザンシアター 他）- 都井（仮）役 ※Team White[38][39]
- ワールドトリガー the Stage（11月19日 - 28日、品川プリンスホテル ステラボール / 12月2日 - 5日、サンケイホールブリーゼ） - 風間蒼也 役[40]
- 迷宮歌劇『美少年探偵団』（12月31日 - 2022年1月10日、天王洲銀河劇場）- 札槻嘘 役[41]

#### 2022年
- 『ヒプノシスマイク-Division Rap Battle-』Rule the Stage -track.5-（1月7日 - 9日、メルパルクホール大阪 / 1月27日 - 2月6日、TOKYO DOME CITY HALL）- 波羅夷空却 役（映像出演）[42]
- 結－MUSUBI－（2月4日 - 6日、渋谷区文化総合センター大和田 さくらホール / 2月11日 - 13日、COOL JAPAN PARK OSAKA TTホール） - 次男・雅ノ海 役[43]
- アクダマドライブ（3月10日 - 21日、品川プリンスホテル ステラボール / 3月26日・27日、COOL JAPAN PARK OSAKA WWホール） - ハッカー 役[44]
- ノリウチ！〜カラオケMixalive TOKYO店〜（4月11日よりレギュラー隔週月曜公演、Mixalive TOKYO）- 廣田 役[45]
- 薔薇王の葬列（6月10日 - 19日、日本青年館ホール） - エドワード王太子 役[46]
- 『ヒプノシスマイク-Division Rap Battle-』Rule the Stage -Rep LIVE side M.T.C.-（7月9日、Zepp Fukuoka）- 波羅夷空却 役（ゲスト出演）[47]
- 『ワールドトリガー the Stage』大規模侵攻編（8月5日 - 14日、品川プリンスホテル ステラボール / 8月19日 - 21日、京都劇場） - 風間蒼也 役[48]※一部公演中止
- 『ダイヤのA』The MUSICAL（9月30日 - 10月10日、天王洲 銀河劇場） - 小湊亮介 役[49]
- 音楽劇『まほろばかなた』（10月28日 - 11月7日、天王洲 銀河劇場） - 伊藤春輔 役[50]
- 『ヒプノシスマイク-Division Rap Battle-』Rule the Stage 《Bad Ass Temple VS 麻天狼》（12月1日 - 18日、品川プリンスホテル ステラボール） - 波羅夷空却 役[51]
- クリスマス☆リーディングステージ『クリスマス・イブのおはなし』（12月23日、新国立劇場小劇場） - 日替わりキャスト[52]

#### 2023年
- 舞台『鋼の錬金術師』（3月8日 - 12日、新歌舞伎座 / 3月17日 - 26日、日本青年館ホール） - 主演・エドワード・エルリック 役（Wキャスト）[53]
- Clubキャッテリア（5月12日 - 21日、品川プリンスホテル ステラボール）[54] - スコティッシュ 役
- 『ヒプノシスマイク -Division Rap Battle-』Rule the Stage《Rep LIVE side B.A.T》（5月30日 - 6月10日、Zepp Nagoya 他） - 波羅夷空却 役 [55]
- a new musical『ヴァグラント』（8月19日 - 31日、明治座 / 9月15日 - 18日、新歌舞伎座） - 主演・佐之助 役（平間壮一とWキャスト）[56][57]※一部公演中止[58]
- 『ヒプノシスマイク -Division Rap Battle-』 Rule the stage Battle of Pride 2023 （9月3日、大阪城ホール / 9月7日 - 10日、横浜ぴあアリーナＭＭ） - 波羅夷空却 役[59]
- リーディングシアター『アドレナリンの夜』（2023年10月7日、東京建物 Brillia HALL）[60][61]
- BREAK FREE STARS（2023年10月23日 - 11月5日、IHIステージアラウンド東京） - 映像出演[62]
- 舞台『ナナシ-第七特別死因処理課-』（2023年10月27日 - 11月5日、天王洲 銀河劇場） - ダラク監察官 役[63]
- あくたーず☆りーぐ アートフェスタ in よみうりランド「フラワーパークでらんらんRUN」（2023年11月19日、らんらんホール）- ゲストアーティスト[64]
- 演劇ドラフトグランプリ 2023（2023年12月5日、日本武道館） - 劇団「品行方正」 [65]

#### 2024年
- 舞台『桃源暗鬼』（2月17日 - 25日、天王洲銀河劇場 / 2月29日 - 3月3日、梅田芸術劇場 シアター・ドラマシティ） - 遊摺部従児 役[66]
- 剣劇『三國志演技〜孫呉』（4月5日 - 16日、明治座） - 孫権 役[67]
- 舞台『鋼の錬金術師』-それぞれの戦場-（6月8日 - 16日、日本青年館ホール / 6月29日 - 30日、SkyシアターMBS） - 主演・エドワード・エルリック 役（Wキャスト）[68][69]
- Stray Cityシリーズ『Club ドーシャ』（8月1日 - 12日、IMM THEATER / 8月15日 - 18日、サンケイホールブリーゼ） - 主演 スコティッシュ 役（田中涼星とW主演）[70][71]
- ワールドトリガー the Stage ガロプラ迎撃編（10月25日 - 11月4日、シアターH / 11月9日・10日、キャナルシティ劇場 / 11月15日 - 17日、COOL JAPAN PARK OSAKA WWホール / 11月22日 - 24日、天王洲 銀河劇場） - 風間蒼也 役[72]
- 演劇ドラフトグランプリ THE FINAL（12月10日〈予定〉、日本武道館）[73]

#### 2025年
- 舞台『桃源暗鬼』-練馬編-（2025年1月4日 - 19日、天王洲銀河劇場） - 遊摺部従児 役[74]
- 主役の椅子はオレの椅子 Season2（2025年1月23日 - 26日、品川プリンスホテル クラブeX） - 黒部諒 役 ※映像出演[75][76]
- マーダーミステリーシアター『殺意の代償』（2025年3月13日、品川プリンスホテル クラブeX）[77]
- Fantasy Musical『バースデー』（2025年6月20日 - 29日、品川プリンスホテル ステラボール）[78]
- 舞台『ゲゲゲの鬼太郎2025』（2025年8月2日 - 16日、明治座 / 8月21日 - 25日、大阪新歌舞伎座） - ムサシP 役[79][80]

### ライブ

#### 廣野凌大名義
- OTONOVA 1st Stage X mismatch池袋 Day 1（2018年1月10日）
- Good Looking On Fes.2018（2018年2月12日）[5]
- OTONOVA 2nd Stage X mismatch池袋 Day 1（2018年3月16日）
- OTONOVA 関東A・北陸A・北信越セミファイナル グループ3（2018年4月15日）
- OTONOVA 関東A・北陸A・北信越ファイナル（2018年5月6日）

#### Bimi名義
- Bimi LIVE "溺" IN TOKYO（2023年6月16日、WOMB (渋谷））[81][82]
- Bimi LIVE "溺" in OSAKA（2023年6月28日、Music Club JANUS）[83][84]
- Bimi Fes turn 1（2023年10月16日、Shibuya O-EAST）[7]

### イベント
- 廣野凌大カレンダーイベント「THE FIRST」（2018年11月3日、秋葉原Player's Culb IkeBECK）[85]
- CASTSIZE SPECIAL TALK LIVE（2018年10月20日、渋谷エッグマン）
- 「釣り猿」番組前応援イベント パート1（2019年3月3日、雷5656会館 ときわホール）
- “Boys Power TV"Presents廣野凌大のトークライブ！！（2019年8月26日、都内スタジオ）[86]
- 廣野凌大バスツアーin銚子（2019年11月30日）
- ACTORS☆LEAGUE 
  - 2021（2021年7月20日、東京ドーム）[87]
  - in Games 2022（2022年5月2日、幕張メッセイベントホール）[88]
  - in Baseball 2022（2022年8月22日、東京ドーム）[89]
  - in Game 2023 （2023年6月19日、日本武道館）[90]
  - in Baseball 2023（2023年7月3日、東京ドーム）[91]
  - in dance 2024（2024年8月27日、有明アリーナ）
  - in Games 2025（2025年6月10日、東京ガーデンシアター）[92]
  - in Dance 2025（2025年8月26日〈予定〉、国立代々木競技場 第一体育館）[93]
  - in Futsal 2025（2025年10月7日〈予定〉、東京体育館 メインアリーナ）[94]
- 「〜企画プレゼンバラエティ〜これ採用っスカ？」誰ですか？日曜日に大事なプレゼン会議を入れたのは！フェスと称した株主総会（2025年9月28日〈予定〉、東京ガーデンシアター）[95]

### TV
- レジスタンスイレブン（2019年、日テレプラス）[96]
- 戦国炒飯TV 〜なんとなく歴史が学べる映像〜（2020年8月 - 、TOKYO MX）[97]
  - ミュージックトゥナイト うつけ坂49 - 森力丸 役
  - 戦国校歌 - 戦国合唱団
  - 戦フリースタイル - 島津義久 役
  - ミュージックトゥナイト TIGER - 観阿弥 役
- ろくにんよれば町内会（2022年10月 - 11月・2023年1月、日本テレビ）[98]
- Solliev0（2024年4月1日 - 、テレビ神奈川） - 九条虎太郎 役[99]
- Clubキャッテリア〜ラグとラガ〜（2024年4月3日・10日、日本テレビ）[100]- スコティッシュ 役
- 奪われた僕たち（2024年4月12日 - 5月17日、毎日放送） - 滝沢悠翔 役[101]
- 〜企画プレゼンバラエティ〜これ採用っスカ?（2025年5月1日 - 21日、TBS）[102]
- gift（2025年10月1日〈予定〉 - 、TOKYO MX 他） - 柚原隼人 役[103]

### 映画
- プロジェクト・カグヤ（2025年10月31日公開予定） - 城ケ崎真哉 役[104]

### ゲーム
- 忍ノSAGA（2018年） - 北条庄左衛門 役（声の出演）

### ネット配信
- Timely六本木TV「フルスイングBOYS」（2016年 - 2019年、FRESH LIVE / 2020年 - 、YouTube） - [105][106]
- 廣野凌大バースデー前夜緊急生放送YouTube公開生放送スペシャル！（2019年4月27日、YouTube）
- Reading wave vol.1 〜文豪〜（2020年6月26日、mevie）[107]
- オリジナル朗読劇『 顎門の如き、雲の峰 （）』（2020年7月26日、Streaming+） - 真鍋陽太 役[108]
- 監禁朗読劇 LOCK UP READING THEATER『The Lost Sheep』（2021年1月30日、360Channel） - 三笠百々 役（Wキャスト）[109]
- DIVISION LEADER'S CROSS TALK（2021年5月26日、ABEMA PPV ONLINE LIVE）[110]
- マーダーミステリーシアター『裏切りの晩餐』（2021年12月15日、SPWN 他）- 近藤篤志 役 [111][112]
- アクターズコミック『マオの寄宿學校』（2021年1月29日、YouTube） - 森本真生（） 役[113][114]
- サナレッジ（2021年4月 - 2023年6月、ニコニコチャンネル） - レギュラー[115]
- みみはぴ保育園（2023年、DMM TV）- 元気先生 役[116]
- ナナシ -第七特別死因処理課- シーズン2（2024年2月28日配信予定、DMM TV） - ダラク 役[117]

## ディスコグラフィ

### Bimi

#### シングル
配信
| リリース         | タイトル                   | 収録曲                                                                   |                                   |
| ---------------- | -------------------------- | ------------------------------------------------------------------------ | --------------------------------- |
| 2021年6月30日    | Tai                        | 1. Tai                                                                   | [ Official Video 1 ]              |
| 2021年9月7日     | Die young                  | 1. Die young                                                             | [ Official Video 2 ]              |
| 2021年9月14日    | 侵略者                     | 1. Awake now 2. Burn it up 3. 虫の音 4. Die young                        | 1st EP                            |
| 2022年1月19日    | bin                        | 1. show 2. devil 3. 27th 4. 輪 5. 俺の冬 6. funky night                  |                                   |
| 2022年3月9日     | 飼ふ                       | 1. 飼ふ                                                                  |                                   |
| 2022年4月28日    | mirror                     | 1. inner child 2. 歪                                                     |                                   |
| 2022年5月25日    | error                      | 1. error （feat. OHTORA&maeshima soshi）                                 |                                   |
| 2022年7月20日    | Cynicism                   | 1. weapons 2. LOVE 3. 深海 4. instant輪廻転生 （feat. Mammon） 5. orange | [ 118 ]                           |
| 2022年12月2日    | Popstar                    | 1. Popstar                                                               |                                   |
| 2022年12月12日   | Anubis                     | 1. Anubis                                                                |                                   |
| 2023年5月24日    | NINJA                      | 1. NINJA                                                                 |                                   |
| 2023年9月29日    | 関係                       | 1. beast 2. baby 3. rave 4. exorcist 5. selfy 6. 眠れない夜              |                                   |
| メジャーデビュー |                            |                                                                          |                                   |
| 2023年10月17日   | babel                      | 1. babel                                                                 | メジャーデビュー曲                |
| 2025年3月19日    | ゴースト feat.新藤晴一     | 1. ゴースト feat.新藤晴一                                                | メジャーアルバム『R』より先行配信 |
| 2025年3月26日    | 無敵 feat.呂布カルマ       | 1. 無敵 feat.呂布カルマ                                                  | メジャーアルバム『R』より先行配信 |
| 2025年4月2日     | 百鬼夜行 feat.Whoopee Bomb | 1. 百鬼夜行 feat.Whoopee Bomb                                            | メジャーアルバム『R』より先行配信 |
| 2025年4月4日     | 辻斬り                     | 1. 辻斬り                                                                | メジャーアルバム『R』より先行配信 |

#### アルバム
| リリース         | タイトル | 収録曲 |
| ---------------- | -------- | --- |
| 2021年6月30日    | Chess    | 1. NEVERLAND （feat. Lilniina） 2. 狙撃 3. Weak （feat. OHTORA & maeshima soshi） 4. Frog 5. Hangover （feat. 福澤侑） 6. Question （feat. ARIMATSU） 7. 軽トラで轢く 8. 衝動 （feat. 阿部顕嵐） 9. Popstar 10. Anubis 11. Mayday （feat.高野洸） 12. 熱気 13. Phantom（feat. 一ノ瀬みか）                                                                     |
| メジャーアルバム |          | |
| 2025年4月9日     | R        | 1. 辻斬り 2. 百鬼夜行 feat.Whoopee Bomb 3. 無敵 feat.呂布カルマ 4. Bright feat.YUKI（from MADKID） 5. 額 -HITAI- 6. Right-Hand Chance 7. 軽トラで轢く-味変- feat.椎名佐千子 8. 暴食 9. All the things feat.Sit（from COUNTRY YARD, mokuyouvi） 10. Nemo 11. ゴースト feat.新藤晴一（from ポルノグラフィティ） 12. 27th-味変- 13. Bonus Inst -R- (Prod. DJ dip) |

#### フィーチャリング
| 参加楽曲       | 参加楽曲                       | 参加楽曲         |
| リリース       | 曲名                           | 収録作           |
| -------------- | ------------------------------ | ---------------- |
| 2022年6月8日   | 5. slow game life (feat. Bimi) | 高野洸『2LDK』   |
| 2023年10月13日 | 3. kikilala (feat. Bimi)       | Lilniina『onyx』 |

### その他

#### キャラクターソング
| 発売日        | 商品名                                                   | 歌 | 楽曲                                                           | 備考                                             |
| ------------- | -------------------------------------------------------- | --- | -------------------------------------------------------------- | ------------------------------------------------ |
| 2018年3月23日 | 舞台 KING OF PRISM -Over the Sunshine!- Prism Song Album | ALL CAST | 「BOY MEETS GIRL」 「Shiny Heart Beat」                        | 舞台『KING OF PRISM -Over the Sunshine!-』劇中歌 |
| 2018年3月23日 | 舞台 KING OF PRISM -Over the Sunshine!- Prism Song Album | 一条シン（橋本祥平）、香賀美タイガ（長江崚行）、十王院カケル（村上喜紀）、鷹梁ミナト（五十嵐雅）、涼野ユウ（廣野凌大）                                                           | 「ハッピーな寮生活」                                           | 舞台『KING OF PRISM -Over the Sunshine!-』劇中歌 |
| 2018年3月23日 | 舞台 KING OF PRISM -Over the Sunshine!- Prism Song Album | エーデルローズ生 | 「エーデルローズのお風呂」                                     | 舞台『KING OF PRISM -Over the Sunshine!-』劇中歌 |
| 2018年3月23日 | 舞台 KING OF PRISM -Over the Sunshine!- Prism Song Album | エーデルローズ新入生 | 「Miracle Twinkle Christmas Time」 「ドラマチックLOVE」        | 舞台『KING OF PRISM -Over the Sunshine!-』劇中歌 |
| 2020年6月26日 | 舞台 KING OF PRISM -Shiny Rose Stars- Prism Song Album   | 一条シン（橋本祥平）、太刀花ユキノジョウ（横井翔二郎）、香賀美タイガ（長江崚行）、十王院カケル（村上喜紀）、鷹梁ミナト（五十嵐雅）、西園寺レオ（星元裕月）、涼野ユウ（廣野凌大） | 「Viva EdelRose Spa!」 「ナナイロノチカイ！ -Brilliant oath-」 | 舞台『KING OF PRISM -Shiny Rose Stars-』劇中歌   |
| 2020年6月26日 | 舞台 KING OF PRISM -Shiny Rose Stars- Prism Song Album   | 速水ヒロ（杉江大志）、涼野ユウ（廣野凌大） | 「Again Destiny Prelude!」                                     | 舞台『KING OF PRISM -Shiny Rose Stars-』劇中歌   |
| 2020年6月26日 | 舞台 KING OF PRISM -Shiny Rose Stars- Prism Song Album   | 涼野ユウ（廣野凌大） | 「Shiny Stellar」                                              | 舞台『KING OF PRISM -Shiny Rose Stars-』劇中歌   |
| 2020年6月26日 | 舞台 KING OF PRISM -Shiny Rose Stars- Prism Song Album   | ALL CAST | 「Shiny Heart Beat -2020 ver.-」                               | 舞台『KING OF PRISM -Shiny Rose Stars-』劇中歌   |

## 書籍

### 写真集
- ボクラノオト（2021年3月、トランスワールドジャパン）ISBN 978-4-86256-308-8
- 廣野凌大写真集『LIVE』（2023年11月11日、スクロール）[125]

### 電子書籍
- 廣野凌大推しメンFile 【全１００Ｐ】ヤンマガデジタル写真集（2023年5月26日、講談社、撮影：槇野翔太）[126]

### ユニットメンバー
1. ↑  一条シン（橋本祥平）、神浜コウジ（小南光司）、速水ヒロ（杉江大志）、仁科カヅキ（大見拓土）、太刀花ユキノジョウ（横井翔二郎）、香賀美タイガ（長江崚行）、十王院カケル（村上喜紀）、鷹梁ミナト（五十嵐雅）、西園寺レオ（星元裕月）、涼野ユウ（廣野凌大）、如月ルヰ（内藤大希）、大和アレクサンダー（spi）、高田馬場ジョージ（古谷大和）、氷室聖（栗田学武）、法月仁（前内孝文）
2. ↑  一条シン（橋本祥平）、神浜コウジ（小南光司）、速水ヒロ（杉江大志）、仁科カヅキ（大見拓土）、太刀花ユキノジョウ（横井翔二郎）、香賀美タイガ（長江崚行）、十王院カケル（村上喜紀）、鷹梁ミナト（五十嵐雅）、西園寺レオ（星元裕月）、涼野ユウ（廣野凌大）
3. ↑  一条シン（橋本祥平）、太刀花ユキノジョウ（横井翔二郎）、香賀美タイガ（長江崚行）、十王院カケル（村上喜紀）、鷹梁ミナト（五十嵐雅）、西園寺レオ（星元裕月）、涼野ユウ（廣野凌大）
4. ↑  一条シン（橋本祥平）、神浜コウジ（小南光司）、速水ヒロ（杉江大志）、仁科カヅキ（大見拓土）、太刀花ユキノジョウ（横井翔二郎）、香賀美タイガ（長江崚行）、十王院カケル（村上喜紀）、鷹梁ミナト（五十嵐雅）、西園寺レオ（星元裕月）、涼野ユウ（廣野凌大）、大和アレクサンダー（spi）、高田馬場ジョージ（古谷大和）、如月ルヰ（横田龍儀）、池袋エィス（小林竜之）、氷室聖（栗田学武）、法月仁（前内孝文）、黒川冷（及川洸）、田中会長（佐久間祐人）